# Shigurui
Shigurui (яп. シグルイ сигуруи, неоф. рус. «Одержимые смертью») — манга Такаюки Ямагути, автора Apocalypse Zero, созданная по мотивам романа японского писателя Норио Нандзё. Последняя глава манги, выходившей с 2003 года, была опубликована в сентябрьском номере ежемесячного журнала Champion Red в 2010 году. Одноимённый аниме-сериал был создан на студии Madhouse по сценарию Сэйси Минаками под руководством режиссёра  Хироси Хамасаки. Он транслировался по телеканалу WOWOW в 2007 году. Аниме основано на первых шести томах манги. Shigurui известна реалистичными сценами насилия и демонстрацией обнаженной натуры.

## Сюжет
Действие происходит в 1629 году во времена сёгуната Токугава. Несмотря на недовольство сторонников, даймё устраивает турнир, на котором участники сражаются холодным оружием, а не деревянными мечами боккэнами. Главными героями Shigurui являются участники турнира: однорукий мечник Гэнносукэ Фудзики и хромой слепец Сэйгэн Ирако.

## Персонажи
Гэнносукэ Фудзики  (яп. 藤木 源之助) — ученик Когана, страдающий перфекционизмом. Он не может смириться со своими неудачами и продолжает усердно трудиться чтобы преодолеть трудности. Сэйю: Дайсукэ Намикава
Сэйгэн Ирако (яп. 伊良子 清玄) — слепой соперник Фудзики. Сэйю: Нодзому Сасаки 
Миэ Ивамото (яп. 岩本 三重) — дочь Когана, влюбленная в Фудзики. Отцу нет дела до её чувств и он пытается выдать её замуж за Сэйгэна.  Сэйю: Хоко Кувасима
Ику (яп. いく) — наложница Когана.  Сэйю: Эми Синохара
Коган Ивамото (яп. 岩本 虎眼) — главный мастер школы  Коган-Рю,  психически неуравновешен. Сэйю: Сэйдзо Като 
Судзуносукэ Кондо (яп. 近藤 涼之介) — юноша, который хочет стать учеником Когана. Сэйю: Мицуко Хориэ
Гондзаэмон Усимата (яп. 牛股 権左衛門 ) —  мастер школы Коган-Рю. Сэйю: Юсаку Яра
Хикобэ Марико — Сэйю: Минору Инаба 
Куроэмон Ямадзаки —  Сэйю: Бин Симада
Сандзюро Окицу —  Сэйю: Рикия Кояма 
Симпатиро Мунаката — Сэйю: Рюносукэ Обаяси